# El Condor
El Condor – amerykański western z 1970 roku. Dla potrzeb filmu zbudowano fortecę w Hiszpanii, wykorzystaną później w kilku filmach, np. Conan Barbarzyńca.
XIX-wieczny Meksyk. Zbiegły więzień Luke razem z kumplem Jaroo przyłączają się do Apaczów. Razem planują napad na fort wojskowy El Condor, w którym generał Chavez podobno miał schować złoto.

## Obsada
- Jim Brown – Luke
- Lee Van Cleef – Jaroo
- Patrick O’Neal – Generał Chavez
- Marianna Hill – Claudine, kobieta Chaveza
- Iron Eyes Cody – Santana, wódz Apaczów
- Imogen Hassall – Dolores

i inni